# آنا بيترز
آنا بيترز (بالألمانية: Anna Peters)‏ هي رسامة ألمانية، ولدت في 28 فبراير 1843 في مانهايم في ألمانيا، وتوفيت في 26 يونيو 1926 في شتوتغارت في ألمانيا.